# Mauria-hágó
A Mauria-hágó (olaszul: Passo della Mauria, németül: Mauriapass) 1298 m-es tengerszint feletti magasságú és 10%-os legerősebb emelkedésű közúti hágó az olaszországi Veneto tartomány SS 52. számú országos főközlekedési útján, Lozzo di Cadore (Veneto régió) és Forni di Supra, illetve Ampezzo (Friuli-Venezia Giulia régió) települések között. A hágón átlagos időjárási viszonyok esetén télen sincs útlezárás. Azon kívül, hogy ez az út és hágója nagyon fontos kelet–nyugati közúti kapcsolatot tart fenn – és bár nincs teljes hosszában szélesre kiépítve – a motorkerékpáros túrázók kedvelt útvonala is.

## A hágó és környezete
A hágó magasságában egy vendégfogadó üzemel, nagy parkolóval, s itt található egy lakóépület is. Az útvonalhoz a hágón csatlakozik a 6. sz. Dolomiti magashegyi túraút (Weg der Stille = a Csend Útja) nevű túraútvonal, amely a keleti Karni-Alpokhoz (Friuli-Dolomitokként is ismert) és a hozzá tartozó hegyvidékhez vezet.
A hágótól északra nyúlik a Terza-hegycsoport és a Bivera, déli oldalán a Cridola-csoport és a Monfalconi, a hasonlóan a Friuli-Alpokhoz tartozó, szabadon álló Campanille di Val Montana sziklatűje is. A hágótól déli irányban vezet egy kényelmes vándorösvény a hatásos fekvésű Rifugio Giáfhoz (1400 m). A hágóút előtt van egy kavicsos út (tilos a járműveknek) az első világháborúban kiépített Monte Miaron nevű véd-erőd romjaihoz. A hágótól délre, még távolabb található a Tagliamento folyó forrása.

## Képgaléria

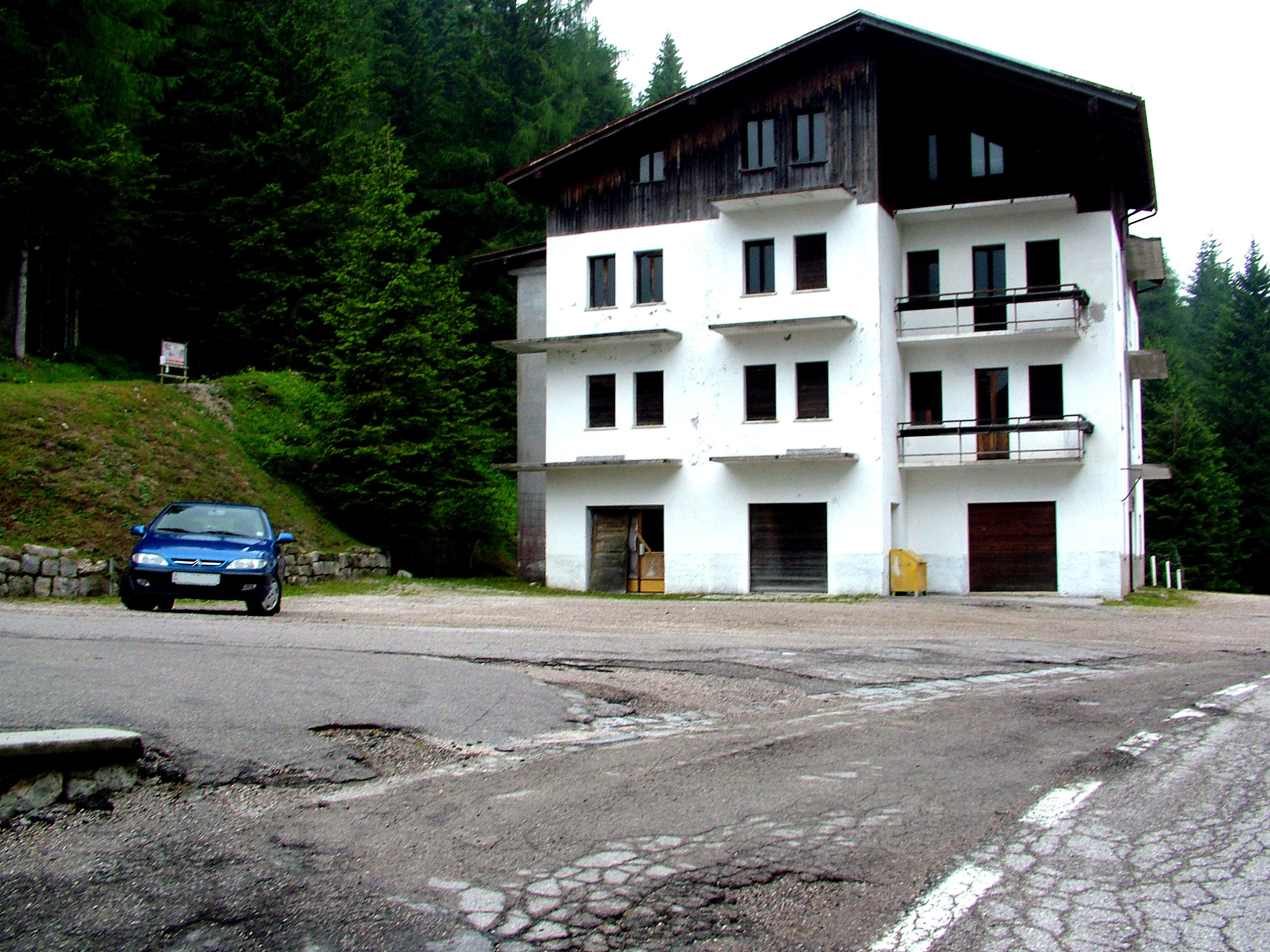
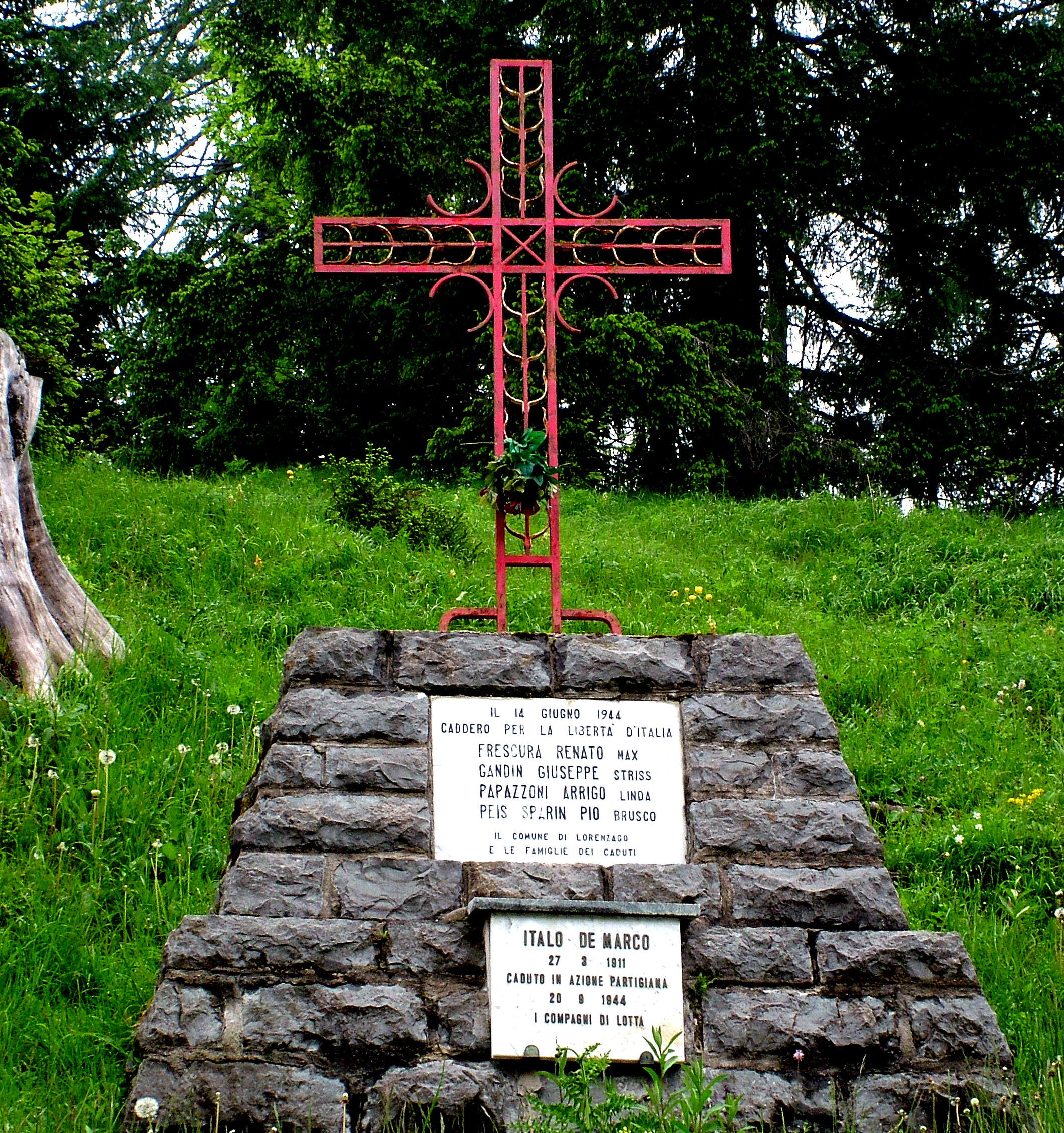
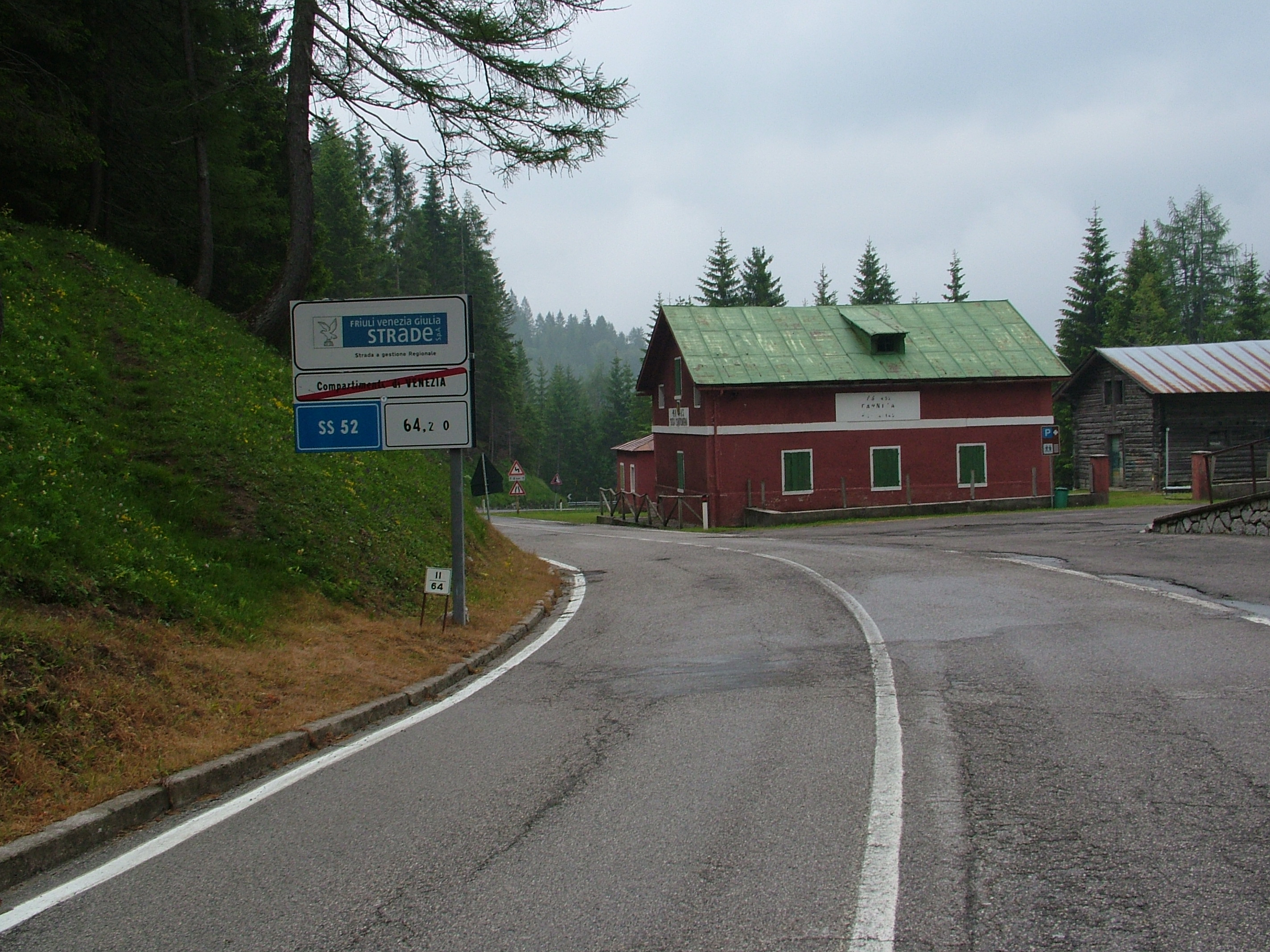
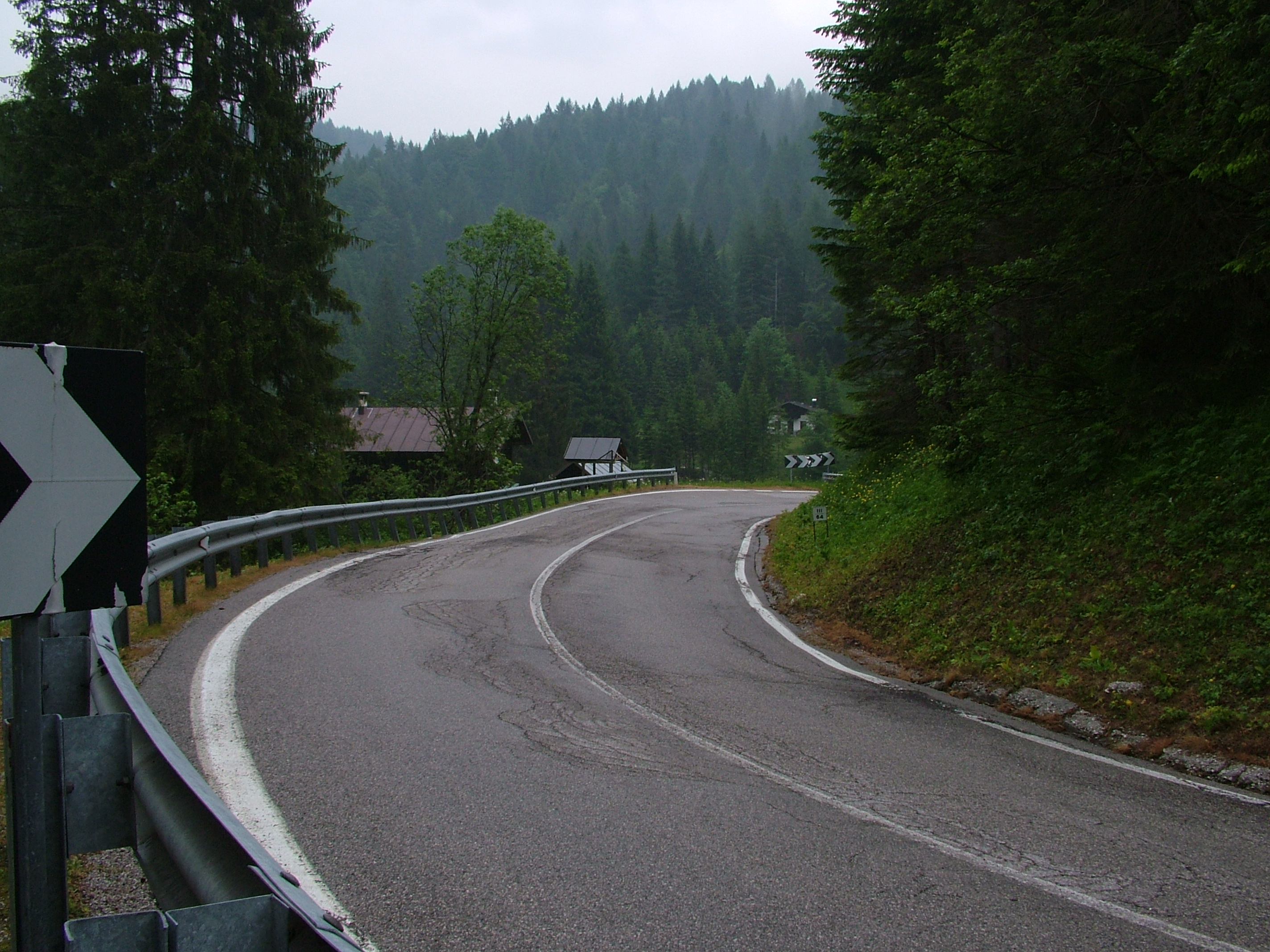